# 治田村 (滋賀県)
治田村（はるたむら）は、滋賀県栗太郡にあった村。現在の栗東市の北西部および草津市中心部の一角、東海道本線（琵琶湖線）・草津駅の東側一帯にあたる。

## 地理
- 河川：金勝川、葉山川

## 歴史
- 1889年（明治22年）4月1日 - 町村制の施行により、岡村・目川村・坊袋村・川辺村・安養寺村・上鈎村・下鈎村・小柿村・下戸山村・中沢村・渋川村の区域をもって発足。
- 1954年（昭和29年）10月1日 - 葉山村・金勝村・大宝村と合併して栗東町が発足。同日治田村廃止。

## 交通

### 鉄道路線
- 日本国有鉄道
  - 東海道本線
  - 草津線
    - 草津駅

現在は旧村域を東海道新幹線が通過するが、当時は未開業。

### 道路
- 国道1号